# Munsif
Munsif oder Moncef (arabisch منصف, DMG Munṣif) ist ein arabischer männlicher Vorname.

## Namensträger
- Muhammad al-Munsif Bey, genannt Moncef Bey (1881–1948), Bey von Tunis und vorletzter Vertreter der husainidischen Dynastie
- Moncef Genoud (* 1961), Schweizer Jazzmusiker
- Moncef Marzouki (* 1945), tunesischer Mediziner und Politiker
- Moncef Slaoui (* 1959), US-amerikanisch-belgischer Immunologe, Pharmamanager und Unternehmer
- Moncef Zerka (* 1981), französisch-marokkanischer Fußballspieler